# Zmroczek
Zmroczek (Hesperoptenus) – rodzaj ssaków z podrodziny mroczków (Vespertilioninae) w obrębie rodziny mroczkowatych (Vespertilionidae).

## Zasięg występowania
Rodzaj obejmuje gatunki występujące w południowej i południowo-wschodniej Azji.

## Morfologia
Długość ciała (bez ogona) 37–79 mm, długość ogona 33–63 mm, długość ucha 11–18 mm, długość tylnej stopy 4,5–14 mm, długość przedramienia 24–60 mm; masa ciała 5,5–32 g.

## Systematyka
Rodzaj (w randze podrodzaju w obrębie Vesperus) zdefiniował w 1868 roku niemiecki zoolog Wilhelm Peters w artykule poświęconym nietoperzom zebranych przez Giacomo Doria’ę w Sarawaku na Borneo opublikowanym na łamach Monatsberichte der Königlichen Preussische Akademie des Wissenschaften zu Berlin. Na gatunek typowy Peters wyznaczył (oznaczenie monotypowe) zmroczeka malajskiego (H. doriae). 

### Etymologia
- Hesperoptenus: gr. εσπερος esperos ‘wieczór’; -πτερος -pteros ‘-skrzydły’, od πτερον pteron ‘skrzydło’[8].
- Milithronycteris: nazwa honoruje Gerrita Smitha Millera (1869–1956), amerykańskiego botanika i zoologa; nazwa powstała z połączenia greckich słów: μνλωθρσς milōthros „mistrz młynarski” (ang. master miller) oraz νυκτερις nukteris, νυκτεριδος nukteridos ‘nietoperz’[2]. Gatunek typowy (oryginalne oznaczenie): Nycticejus tickelli Blyth, 1851.

### Podział systematyczny
Do rodzaju należą następujące występujące współcześnie gatunki zgrupowane w dwóch podrodzajach:
- Hesperoptenus W. Peters, 1868
  - Hesperoptenus doriae (W. Peters, 1868) – zmroczek malajski
- Milithronycteris J. Edwards Hill, 1976
  - Hesperoptenus tickelli (Blyth, 1851) – zmroczek żółtawy
  - Hesperoptenus blanfordi (Dobson, 1877) – zmroczek rudawy
  - Hesperoptenus tomesi O. Thomas, 1905 – zmroczek duży
  - Hesperoptenus gaskelli J. Edwards Hill, 1983 – zmroczek samotny

Opisano również gatunek wymarły z plejstocenu dzisiejszej Chińskiej Republiki Ludowej:
- Hesperopternus giganteus Yang, 1934